# Calyx infundibulum
Calyx infundibulum är en svampdjursart som beskrevs av Gustavo Pulitzer-Finali 1993. Calyx infundibulum ingår i släktet Calyx och familjen Phloeodictyidae. Inga underarter finns listade i Catalogue of Life.